# Lê Minh (nhà sản xuất trò chơi máy tính)
Lê Minh "Gooseman" (sinh năm 1977), là một nhà thiết kế và sản xuất trò chơi máy tính, người Canada gốc Việt. Anh là đồng sáng lập, cùng với Jess Cliffe, dòng game Counter-Strike đình đám, gây ảnh hưởng đến đại đa số các game bắn súng góc nhìn người thứ nhất hiện giờ. Sau này, Lê Minh đầu quân cho Valve và bắt đầu phát triển tựa game Counter-Strike riêng biệt, nó được phát hành vào tháng 11 năm 2000.
Biệt danh của Lê Minh bắt nguồn từ Shane Gooseman, một trong những nhân vật chính trong seri phim hoạt hình những năm 1980, The Adventures of the Galaxy Rangers.

## Tiểu sử
Lê Minh sinh được sinh ra tại Việt Nam. Vào năm 1979, gia đình anh rời Việt Nam và tới Canada.
Minh theo học đại học Simon Fraser từ năm 1996 đến năm 2001, tốt nghiệp năm 2001 với bằng Cử nhân Khoa học Ứng dụng về Khoa học Máy tính. Chương trình giảng dạy và môn tự chọn của  "tập trung chủ yếu vào các khóa học đồ họa máy tính bao gồm các môn học như thuật toán nén, kỹ thuật hoạt hình 3D, nhận dạng hình ảnh".

## Tạo ra Counter-Strike
Lê Minh tập chơi Quake vào năm 1996 và đã bắt đầu mày mò với SDK từ đó. Với công cụ này, anh đã tạo ra bản mod đầu tay có tên là Navy SEALs. Trong khi anh đang thực hiện bản mod Action Quake 2, anh nảy ra ý tưởng cho Counter-Strike và đã làm quen với chủ web AQ2 Jess Cliffe - một chuyên gia mạng.
Lê Minh bắt đầu thực hiện Counter-Strike với engine GoldSrc trong khi anh đang học giữa năm thứ tư tại đại học Simon Fraser (sau này, anh tốt nghiệp với bằng khoa học máy tính). Lê Minh bỏ ra khoảng 20 giờ một tuần để làm bản mod, bỏ nhiều công sức cho nó hơn là việc học tập của mình; và bản beta 1.0 đã được phát hành vào tháng 6 năm 1999.
Lê Minh tham gia Valve Software ở Bellevue, Washington, Mỹ vào năm 2000 nơi anh tiếp tục làm Counter-Strike, phát triển Counter-Strike 2 và những game có liên quan. Minh đã nghỉ làm với Valve để thực hiện các dự án của chính mình. Sau hai năm làm việc với một hãng phát triển khác. Anh chuyển đến Hàn Quốc trong năm 2008 để làm việc với một doanh nghiệp có tên FIX Hàn Quốc đã cung cấp kinh phí để phát triển hơn nữa. Một trò chơi giống kiểu Counter-Strike tạo ra với một phiên bản sửa đổi từ nguồn engine của Valve.

## Công nhận
GameSpy đã cho rằng Lê Minh là nguyên nhân chính cho việc Half-Life vẫn còn phổ biến sau 5 năm phát hành..  IGN xếp Jess Cliffe và Minh Lê ở vị trí thứ 14 trong danh sách "Top 100 người sáng tạo trò chơi mọi thời đại".